# A5525SA
A5525SA（えーごーごーにーごーえすえー）は、三洋テクノソリューションズ鳥取（当時：鳥取三洋電機）が開発した、KDDIおよび沖縄セルラー電話の各auブランドのCDMA 1X（後のau 3G）対応携帯電話である。
このA5525SAが発売されたのに伴い、従来機種のA5520SAとA5520SA IIはそれぞれ生産が打ち切られた。また、後述するA5525SAの追加色にあたる「ソラソーラ」と「ピチピーチ」は2016年（平成28年）8月現在の時点において、既存のCDMA 1Xシリーズ全般として最後に発売された端末でもある。

## 特徴
インダストリアルデザイナーでありプロダクトデザイナーの柴田文江がデザインしたもので、ジュニアケータイ第3弾。北欧で売られているおもちゃをイメージしたデザインとなっている。なお、彼女がデザインしたものとしてはSweetsシリーズに次いで第4弾ということになる。

## 沿革
- 2007年（平成19年）1月10日 KDDI、および三洋電機（大阪）、鳥取三洋電機（当時）から公式発表。
- 2007年3月9日 北海道・関東地区で発売。
- 2007年3月10日 北陸・中部・関西・中国・四国・沖縄地区で発売。
- 2007年3月14日 九州地区で発売。
- 2007年3月15日 東北地区で発売。
- 2008年（平成20年）1月24日 追加色として「ソラソーラ」と「ピチピーチ」が発表された。これらの追加色の発売日は下記のとおり。
  - 2008年2月16日 九州地区
  - 2008年2月20日 東北・四国地区
  - 2008年2月21日 北陸・中国・沖縄地区
  - 2008年2月22日 北海道・中部地区
  - 2008年2月23日 関西地区
  - 2008年2月28日 関東地区
- 2008年12月 販売終了。
- 2012年（平成24年）7月22日 - 800MHz帯（旧800MHz帯・CDMA Band-Class 3／JTACS）エリアによる音声・通信の各サービスの停波によりそれ以降は利用不可となる。

## 対応サービス
- EZ「着うた」
- Hello Messenger
- 安心ナビ
- 赤外線通信
- EZ待ちうた
- EZナビウォーク（声de入力対応）
- ムービーメール
- EZムービー
- ジュニアモード／ティーンズモード
- au one My Page
- ペア機能
- でか文字
- ケータイ探せて安心サービス

など